# Гранит (завод, Ростов-на-Дону)
«Гранит» (ПАО «ГРАНИТ») — оборонный завод, выпускающий вакуумные СВЧ-приборы и другую продукцию, расположенный в Ростове-на-Дону. Расположен по адресу: город Ростов-на-Дону, Белорусская улица, 9/7Г.

## История
Предприятие создано на основании Постановления ЦК КПСС, Совета Министров СССР от 03.12.1958 года № 1308-626.
Постановлением ЦК КПСС и Совета Министров СССР от 02.03.1965 года № 126-47 завод передан в ведение Министерства электронной промышленности СССР и Приказом Министерства электронной промышленности СССР от 12.02.1966 года № 24 переименован в Ростовский приборостроительный завод с опытно-конструкторским бюро.
Приказом Министерства электронной промышленности СССР от 05.11.1971 года № 208 завод с 01.01.1972 года переименован в Ростовский завод «ГРАНИТ», а 25.11.1991 года завод «ГРАНИТ» преобразован в Государственное предприятие «ГРАНИТ».
В соответствии с распоряжением Совета Министров Российской Федерации Государственное предприятие «ГРАНИТ» преобразовано в акционерное общество открытого типа и зарегистрировано Решением Регистрационной палаты города Ростова-на-Дону 04.05.1994 года за № 881-РП.
01.08.1996 года решением Регистрационной палаты города Ростова-на-Дону № 632 РП предприятие переименовано в открытое акционерное общество «ГРАНИТ», а 26.06.2015 года в публичное акционерное общество «ГРАНИТ».
В период с 30.04.1998 года по 12.05.2008 года находилось в ведении Министерства экономики Российской Федерации.
С мая 2008 года предприятие находится в ведении Министерства промышленности и торговли Российской Федерации (Департамент радиоэлектронной промышленности) и, имея лицензию Минпромторга России (М 003506 ВВТ-ПР от 29.04.2015), специализируется на производстве и ремонте электровакуумных приборов СВЧ в интересах Минобороны России.
В соответствии с Приказом Минпромторга РФ от 03.07.2015 года № 1828 ПАО «ГРАНИТ» включено в сводный реестр организаций обороно-промышленного комплекса.
Количество сотрудников на 2020 год — 515 человек. Завод занимает территорию 19 гектар.

## Продукция
Выпускаемая предприятием продукция используется в наземной стационарной и передвижной аппаратуре зенитно-ракетных комплексов ПВО, ПРО, авиационной аппаратуре, аппаратуре в составе автоматизированных систем управления воздушным движением.
Продукция серийного производства передавалась (теперь нет?) на завод ведущими научно-исследовательскими институтами электронной техники – НИИ «Титан», «Исток», ПО «Светлана». По производству ряда изделий основной продукции предприятие является единственным исполнителем оборонного заказа.